# HMS G11
Pour les articles homonymes, voir G11.
Le HMS G11 est un sous-marin britannique de classe G, l’une des six unités de sa classe construite pour la Royal Navy par Vickers à Barrow-in-Furness, en service pendant la Première Guerre mondiale. Sa quille est posée le 28 mars 1915, il est lancé le 22 février 1916 et mis en service le 13 mai 1916.

## Conception
La conception de la classe G est basée sur celle de la Classe E mais avec l'amélioration de la double coque. Les sous-marins de classe G ont été conçus par l’Amirauté britannique en réponse à une rumeur selon laquelle les Allemands construisaient des sous-marins à double coque pour servir outre-mer. Les sous-marins avaient une longueur hors-tout de 57 m, un maître-bau de 6,9 m et un tirant d'eau moyen de 4,1 m. Ils déplaçaient 714 tonnes en surface et 850 tonnes en immersion. Les sous-marins de classe G avaient un équipage de 30 officiers et autres grades. Ils avaient une double coque partielle.
Pour la navigation en surface, ces navires étaient propulsés par deux moteurs Diesel à huit cylindres Vickers de 800 ch (597 kW), chacun entraînant un arbre d'hélice. Lorsqu’ils étaient sous l’eau, chaque hélice était entraînée par un moteur électrique de 420 ch (313 kW). Ils pouvaient atteindre 14,25 nœuds (26,39 km/h) en surface et 9 nœuds (17 km/h) sous l’eau. En surface, la classe G avait une autonomie de 2400 milles marins (4 400 km) à 16 nœuds (30 km/h).
Les bateaux devaient être armés d’un tube lance-torpilles de 21 pouces (533 mm) dans l’étrave et de deux tubes lance-torpilles de 18 pouces (457 mm) au maître-bau. Cependant, cette conception a été révisée pendant qu’ils étaient en construction. Le tube de 21 pouces a été déplacé à l’arrière, et deux autres tubes de 18 pouces ont été ajoutés dans l’étrave. Les sous-marins de classe G transportaient deux torpilles de 21 pouces et huit torpilles de 18 pouces. Ils étaient également armés d’un unique canon de pont de 3 pouces (76 mm).

## Engagements
Comme le reste des sous-marins de sa classe, le rôle du G11 était de patrouiller dans une zone de la mer du Nord, à la recherche de sous-marins allemands. 

## Perte
Le 22 novembre 1918, après l’armistice, alors qu’il était sous le commandement temporaire du lieutenant commander George Fagan Bradshaw (Distinguished Service Order), le G11 rentrait à sa base de Blyth (Northumberland), après une patrouille sur le Dogger Bank. Naviguant dans un brouillard dense, il a dépassé Blyth et s’est échoué sur des rochers sous les falaises près de Howick, à environ 48 km au nord. Le livre de bord du bateau avait été désactivé plus tôt et Bradshaw, peu familier avec les plus gros bateaux de classe G, a sous-estimé sa vitesse par mauvais temps, de sorte que le bateau avait voyagé beaucoup plus loin qu’il ne l’avait prévu. L’impact a arraché la quille et le bateau a été abandonné, deux membres de son équipage se noyant pendant l’évacuation. Le corps du radiotélégraphiste George Philip Back a été retrouvé et enterré dans le cimetière de St Peter & St Paul, à Longhoughton. Le corps du chauffeur Pline Foster n’a jamais été retrouvé.
Le capitaine habituel du G11, le lieutenant Richard Douglas Sandford (Victoria Cross), n’avait pas participé à sa dernière mission, ayant succombé à la fièvre typhoïde. Il est décédé à l’hôpital d’Eston le lendemain du jour où il apprit la perte de son navire.
Les vestiges du G11 peuvent encore être vus à marée basse. Le Royal Navy Submarine Museum de Gosport situe à tort l’emplacement de l’épave du G11 à Harwich, Suffolk, à plus de 560 km.